# România TV
România TV es un canal de televisión privado de Rumanía, perteneciente a Ridzone Computers. Se trata de un canal informativo.

## Historia
El 23 de octubre de 2011, la cadena de televisión Realitatea TV, bajo la dirección de Elan Schwartzenberg, trasladó sus estudios y la sede de la cadena.
România TV, inicialmente llamado como RTV, cuenta con la antigua sede y algunos empleados de Realitatea TV. Sin embargo, el 1 de diciembre de 2011, el canal cambió su nombre a România TV por disputas entre Ridzone Computers y Realitatea Media SA (a la que pertenece la marca RTV).
El 24 de agosto de 2013, el canal adoptó su actual imagen corporativa después de que el Consejo Nacional Audiovisual de Rumanía advirtiera contra el uso del acrónimo RTV, debido a que la marca RTV pertenecía a Realitatea Media SA.
Desde el 25 de marzo de 2023, România TV comenzó a transmitir en formato 16:9 y en HD. Posteriormente, el 11 de abril de 2023, România TV HD se agregó a todas las redes de cable rumanas.

## Programación
- Știrile România TV
- Punctul culminant
- România de poveste
- România la raport
- România TeVede
- Românii au noroc
- Newsline
- Cheia zilei
- Ediția de seară
- Ediție specială

## Controversias
România TV es una cadena de televisión rumana que ha sido objeto de varias controversias relacionadas con infracciones de la normativa audiovisual. România TV transmitió ilegalmente durante un tiempo sin licencia, infringiendo la Ley Audiovisual. A lo largo de los años, la cadena ha recibido múltiples multas por difusión de información falsa o discursos de odio.
România TV fue retirada de la red de televisión moldava el 20 de diciembre de 2022.
El 1 de mayo de 2025, el canal fue suspendido por diez minutos. El 4 de mayo de 2025, el Consejo Nacional Audiovisual de Rumanía decidió suspender las operaciones de România TV durante tres horas, de 18:00 a 21:00 horas del 7 de mayo de 2025, por difundir desinformación.